# Jean-Jacques Elakano
Jean-Jacques Myewa Elakano ou Jean-Jacques Miema Elakano, né le 16 juillet 1980 à Baraka, Sud-Kivu, est un homme politique congolais (RDC), actuellement vice-gouverneur de la province du Sud-Kivu en république démocratique du Congo depuis mai 2024.

## Biographie
Jean-Jacques Myewa Elakano nait le 16 juillet 1980 à Baraka, Sud-Kivu.

## Carrière politique
En 2019, il est nommé conseiller du chef de l'État au collège socioculturel pour l'éducation, la recherche scientifique, la culture, l'art et les questions religieuses[source insuffisante].
Le 28 août 2020, Jean-Jacques Elakano est élu président interfédéral de l'Union pour la démocratie et le progrès social (UDPS) pour l'espace Grand Kivu et Grand Katanga (espace qui compte les provinces du Sud et Nord-Kivu, du Maniema, du Tanganyika, du Lualaba, du Haut-Katanga et du Haut-Lomami), après une assemblée élective à Kinshasa. Il est choisi à une majorité écrasante pour un mandat de 3 ans. Il prend ses fonctions le 6 mars 2021 et remplace Jean-Louis Sabuni.
Le 26 septembre 2021, Jean-Jacques Elakano dote la commune de Katanga à Baraka, dans la province du Sud-Kivu, de la radio communautaire Mukangi FM. Cette station, d'une portée de 60 km², vise à renforcer la communication et l'unité au sein de la communauté locale. En tant que président interfédéral de l'UDPS Kivu-Katanga, Elakano a soutenu ce projet pour offrir une voix aux habitants de la région.
Le 2 mai 2024, Jean-Jacques Elakano est élu vice-gouverneur du Sud-Kivu aux côtés de Jean-Jacques Purusi Sadiki, élu gouverneur. Lors du deuxième tour des élections organisées par la Commission électorale nationale indépendante (CENI), leur liste commune sous la bannière de l'Alliance des forces démocratiques du Congo (AFDC) remporte 27 voix (56 %) contre 21 (44 %) pour les candidats de l'Union pour la nation congolaise (UNC) Émile Sumaili et Chuma Mabanga Valère. Le 18 mai 2024, la cour d'appel du Sud-Kivu confirme ces résultats et proclame officiellement leur élection.